# Адаптер (вычислительная техника)
В вычислительной технике адаптер — аппаратное устройство или программный компонент, преобразующий передаваемые данные из одного представления в другое. Представляемыми данными может быть, к примеру, сообщение, отправляемое между разными объектами в приложении, или пакет, передаваемый по сети.

## Описание
В современных персональных компьютерах почти все периферийные устройства используют адаптер для связи с системной шиной, например:
- видеокарта, адаптер дисплея — используется для передачи сигнала к монитору;
- адаптеры универсальной последовательной шины — среди прочего, для принтеров, клавиатур или «мыши»
- сетевой адаптер, требуемый для подключения к любой сети;
- адаптер контроллера для подключения жёсткого диска или других накопителей.

Концепцию адаптера не следует путать с картой расширения. Вместе с тем, обычно каждая плата расширения является своего рода адаптером, многие другие адаптеры в современных персональных компьютерах встроены в саму материнскую плату.
Адаптер программного компонента — это тип программного обеспечения, которое логически располагается между двумя программными компонентами и устраняет различия между ними.
В программировании, адаптер (шаблон проектирования) — это шаблон проектирования для адаптации одного интерфейса из класса в другой интерфейс, как ожидается пользователем.

## Адаптеры ресурсов
Адаптеры ресурсов используются для извлечения и маршрутизации данных. Они предоставляют доступ к базам данных, файлам, системам сообщений, корпоративным приложениям и другим источникам и местам назначения данных. Каждый адаптер включает в себя набор команд адаптера, которые могут использоваться для настройки его работы. Команды адаптеры определяют различные очереди и менеджеры управления очередью, определённые сообщения по их идентификатору, а также определяют наборы сообщений с теми же идентификаторами, дескрипторами сообщений в данных и многое другое.
Упрощённо говоря, адаптеры ресурсов отвечают на вопросы «откуда приходят данные?» и «куда данные направляются?».
Адаптеры ресурсов поставляются во многих интегрированных продуктах, занимающихся преобразованием данных.